# Блитор
Блитор (др.-греч. Βλίτωρ) — македонский сатрап Месопотамии в 317—315 годах до н. э.

## Биография
Во время Второй войны диадохов Блитор был сатрапом Месопотамии (Аппиан назвал его гегемоном). Предыдущий сатрап Месопотамии и Арбелитиды Амфимах во время Второй войны диадохов поддержал Эвмена в его противостоянии с Антигоном. Однако, в 317 году до н. э. владения Амфимаха были захвачены Антигоном. Возможно, Блитор был сразу же назначен на место Амфимаха. По другой версии, он получил власть в провинции лишь после окончательной победы Антигона через год.
Владения Блитора не включали всю Месопотамию. Главный город области Вавилон находился во власти Селевка, который во время Второй войны диадохов сохранил нейтралитет.
После окончательного поражения Эвмена в 316 году до н. э. Антигон Одноглазый стал одним из самых влиятельнейших диадохов. По его распоряжению был казнён правитель Мидии Пифон, а также смещены со своих постов несколько сатрапов. Такие меры Антигона вызвали опасения у других наместников. Прибыв в 315 году до н. э. в Вавилон, согласно Аппиану, Антигон был блестяще принят Селевком. Однако сатрап Вавилонии Селевк оскорбил одного из военачальников Антигона, после чего тот потребовал от него отчёт «в деньгах и имуществе». Селевк бежал к правителю Египта Птолемею. Бегство Селевка стоило Блитору должности. Антигон лишил его власти за то, что тот позволил Селевку беспрепятственно пересечь его владения. Дальнейшая судьба Блитора неизвестна.
Предположительно, Антигон объединил Вавилонию и Месопотамию в одну сатрапию, управлять которой поручил Пифону, сына Агенора.